# Паибский ярус
| система                                                                          | отдел        | ярус         | Ниж. граница, млн лет |
| -------------------------------------------------------------------------------- | ------------ | ------------ | --------------------- |
| Ордовик                                                                          | Нижний       | Тремадокский | 486,85 ±1,5           |
| Кембрий                                                                          | Фуронгский   | Ярус 10      | ~491,0                |
| Кембрий                                                                          | Фуронгский   | Цзяншаньский | ~494,2                |
| Кембрий                                                                          | Фуронгский   | Паибский     | ~497,0                |
| Кембрий                                                                          | Мяолинский   | Гужангский   | ~500,5                |
| Кембрий                                                                          | Мяолинский   | Друмский     | ~504,5                |
| Кембрий                                                                          | Мяолинский   | Вулиунский   | ~506,5                |
| Кембрий                                                                          | Отдел 2      | Ярус 4       | ~514,5                |
| Кембрий                                                                          | Отдел 2      | Ярус 3       | ~521,0                |
| Кембрий                                                                          | Терренувский | Ярус 2       | ~529,0                |
| Кембрий                                                                          | Терренувский | Фортунский   | 538,8 ±0,6            |
| Эдиакарий                                                                        | Эдиакарий    | Эдиакарий    | больше                |
| Деление и золотые гвозди в соответствии с IUGS по состоянию на декабрь 2024 года |              |              |                       |

Паибский, или пайбийский ярус (англ. Paibian Stage) — первый (нижний) ярус фуронгского отдела кембрийской системы в Международной стратиграфической шкале. Охватывает породы, сформировавшиеся в паибский век кембрийского периода, около 497—494 миллионов лет назад (всего 3 миллиона лет). Располагается над гужангским ярусом мяолинского отдела и под цзяншаньским ярусом фуронгского отдела.
Нижняя граница определяется по первому появлению трилобита Glyptagnostus reticulatus около 497 миллионов лет назад. Верхняя граница (основание цзяншаньского яруса) определяется как первое появление трилобита Agnostotes orientalis около 494 миллионов лет назад.

## История и наименование
Название, данное в честь разреза Паиби, предложили Пэн и Робисон в 2000 году. В мае 2002 года те же авторы и коллеги предложили установить глобальный стратотип (GSSP) в соответствующем геологическом разрезе. Международная комиссия по стратиграфии ратифицировала название в 2003 году.

## Глобальный стратотип
Глобальный стратотип установлен в разрезе Паиби (Улиншань, уезд Хуаюань), где представлен выход пород формации Хуацяо (англ. Huaqiao Formation). Нижняя граница связана с первым появлением Glyptagnostus reticulatus на высоте 396 м над основанием формации Хуацяо (花桥组) (28°23′22″ с. ш. 109°31′33″ в. д.).

## Основные события паибского века
На рубеже гужангского и паибского веков произошло вымирание, сократившее видовое разнообразие на 45 %. Это событие совпало с марджумским вымиранием, которое хорошо прослеживается в комплексах трилобитов и брахиопод в Лаврентии. В отложениях Южного Китая прослеживаются две фазы вымирания: первая, с незначительным сокращением видового состава, продлилась в гужангском веке около 1,8 миллиона лет; вторая, с более резким сокращением численности видов, продлилась 1,2 миллиона лет, уже больше в паибском веке. После этого вымирания видовое разнообразие вернулось к прошлому уровню.
Приблизительно на рубеже гужангского и паибского веков начался ступенчатый положительный сдвиг изотопов углерода (англ. SPICE, Steptoean Positive Carbon Isotope Excursion). Данное событие связано с глобальным возмущением углеродного цикла. Движущий механизм этого изменения до конца не изучен, но считается, что оно вызвано проникновением бескислородных глубинных вод в мелководные регионы. Событие SPICE оказало заметное влияние на трилобитов. Снижение их разнообразия наблюдается в начале и в конце его интервала, который совпадает с лаврентийскими позднемарджумским (англ. EMBE, End-Marjuman Biomere Extinction) и позднестептонским (англ. ESBE, End-Steptoean Biomere Extinction) вымираниями соответственно. Событие SPICE сопровождалось похолоданием, которое способствовало восстановлению экосистем после своего наступления, но дальнейшее потепление нарушило циркуляцию океанских вод и спровоцировало новые окислительно-восстановительные изменения, которые ускорили ESBE.

## Органический мир
Из паибских отложений известны роды Agnostoidea, среди которых Glyptagnostus, Homagnostus, Pseudagnostus и Acmarhachis.